# 布鎌
布鎌（ふかま）は茨城県稲敷郡河内町の大字。郵便番号は300-1316。

## 地理
北は源清田、東は十里、南西は千葉県栄町矢口、南は千葉県栄町北辺田、西は平三郎に隣接している。

## 小字
小字は以下の通り。
- 一番割（いちばんわり）
- 二番割（にばんわり）
- 三番割（さんばんわり）
- 堤根（どてね）

## 歴史
江戸期は布鎌町歩であり、常陸国河内郡のうち。元禄元年布鎌（千葉県）の武右衛門が当地を開拓したという。幕末期は上野前橋藩。村高は「旧高薄」128石余。鎮守は皇大神社。明治8年茨城県、同11年河内郡に所属。明治22年源清田村の大字となる。

### 年表
- 1875年（明治8年） - 茨城県に所属。
- 1878年（明治11年） - 河内郡に所属。
- 1889年（明治22年）4月1日 - 河内郡源清田村大字布鎌になる。
  - 町村制施行し源清田村、手栗村、羽子騎村、猿島新田、宮淵鍋子新田、古河林村、平三郎町歩、布鎌町歩が合併し茨城県茨城県源清田村が発足。
- 1896年（明治29年）4月1日 - 稲敷郡源清田村大字布鎌町歩が発足。
  - 河内郡の大部分・信太郡の大部分が合併し稲敷郡が発足。
- 1933年（昭和8年） - 源清田村大字布鎌になる。
  - 布鎌町歩が改称し、布鎌村大字布鎌となる。
- 1955年（昭和30年）5月3日 - 河内村布鎌になる。
  - 長竿村・源清田村・生板村が合併し河内村が発足。
- 1996年（平成8年）6月1日 - 河内町大字布鎌になる。
  - 河内村が町制施行し河内町になる。

## 小・中学校の学区
町立小・中学校に通う場合、河内町立かわち学園に通うこととなる。

## 世帯数と人口
2015年（平成27年）10月1日現在の世帯数と人口は以下の通りである。
| 丁目 | 世帯数 | 人口 |
| ---- | ------ | ---- |
| 布鎌 | 30世帯 | 64人 |

## 施設
- 布鎌集会所
- 皇大神社
- 八坂神社